# Бюльбюль угандійський
Бюльбю́ль угандійський (Arizelocichla kikuyuensis) — вид горобцеподібних птахів родини бюльбюлевих (Pycnonotidae). Мешкає в регіоні Африканських Великих озер. Раніше вважався підвидом темнолобого бюльбюля.

## Поширення і екологія
Угандійські бюльбюлі мешкають в горах ДР Конго, Уганди, Руанди, Бурунді і Кенії. Вони живуть в гірських тропічних лісах.